# Mùa tuyết tan

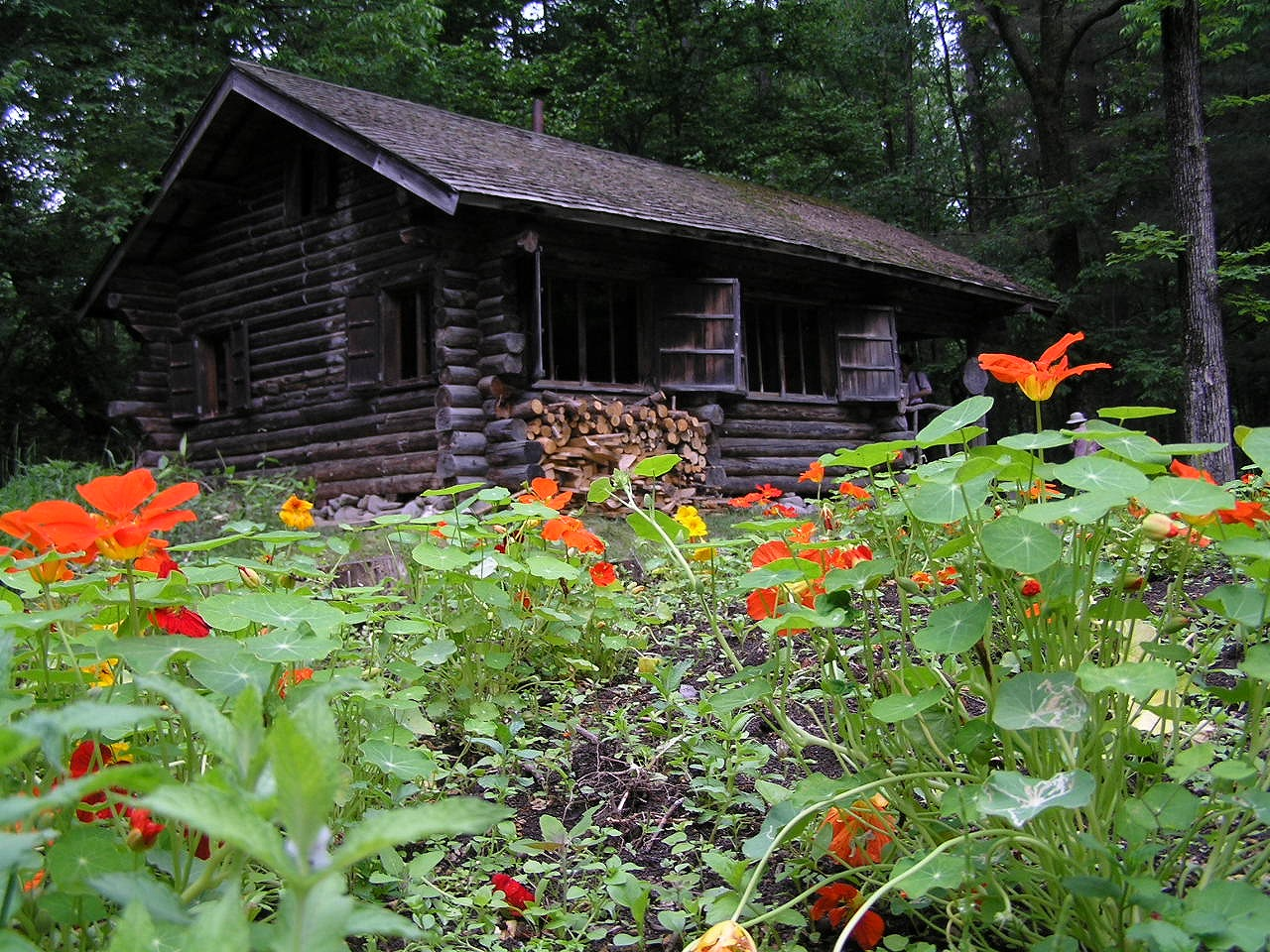
Ngôi nhà gỗ nhỏ đầu tiên của gia đình Goro

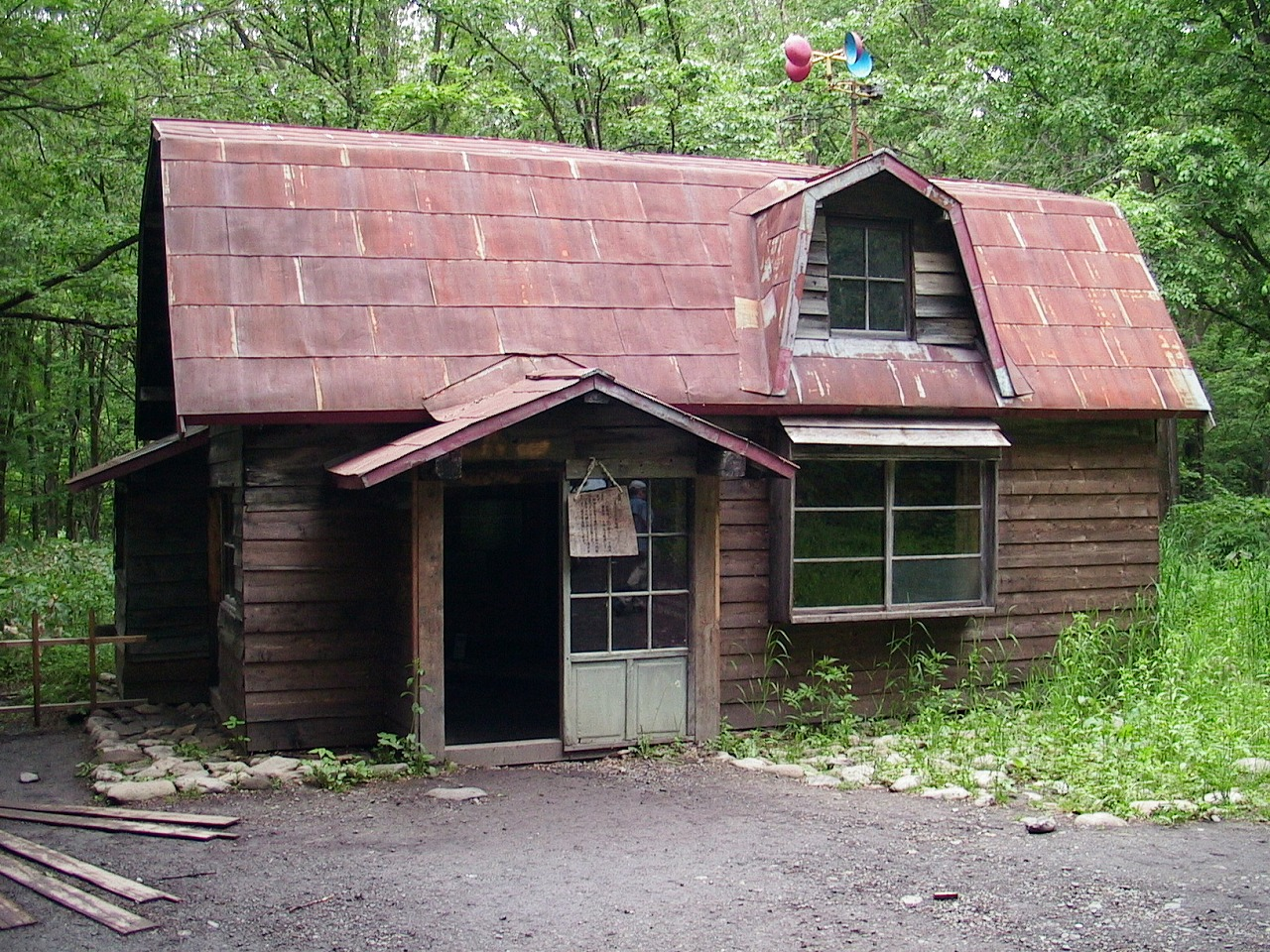
Ngôi nhà thứ hai của gia đình Goro

Mùa tuyết tan (tựa gốc: Kita no Kunikara (北の国から) - tên tiếng Anh: From the Northern Country) là bộ phim truyền hình do đài truyền hình Fuji TV thực hiện. Phim do Sou Kuramoto viết kịch bản và đạo diễn kỳ cựu Shigemichi Sugita làm đạo diễn. Mùa Tuyết Tan được trình chiếu lần đầu tiên vào ngày 9 tháng 10 năm 1981. Sau đó được tiếp tục phát sóng 8 lần như một bộ phim truyền hình đặc biệt từ năm 1983 đến ngày 7 tháng 9 năm 2002. Trải qua 21 năm phát sóng, phim là một hiện tượng của truyền hình Nhật khi đã tạo ra một làn sóng hâm mộ khắp đất nước, là một trong số những phim truyền hình có nhiều người xem nhất tại Nhật. Bên cạnh đó, Mùa tuyết tan luôn nhận được đánh giá cao tại vô số giải thưởng có uy tín của Nhật như: Giải thưởng truyền hình, Giải của Hiệp hội các nhà sản xuất, Giải văn chương Yamamoto, Giải Mũi tên vàng, Giải Galaxy... Thậm chí, nội dung của phim còn được đưa vào sách giáo khoa để giảng dạy cho khối trung học cơ sở tại Nhật Bản.
Là một bộ phim được thực hiện đến 21 năm nhưng toàn bộ nhóm sản xuất như biên kịch, đạo diễn và dàn diễn viên của Mùa tuyết tan đều không thay đổi. Các diễn viên chính của phim bao gồm: người cha Goro, do diễn viên gạo cội Tanaka Kunie thủ vai. Con trai cả - Jun (Yoshioka Hidetaka) và Hotaru (Tomoko Nakajima) - người con gái.

## Nội dung
Bộ phim Mùa tuyết tan lấy bối cảnh chính ở miền quê Furano, Hokkaido - một hòn đảo cực bắc của Nhật Bản với phong cảnh thiên nhiên tuyệt đẹp. Câu chuyện xoay quanh cuộc sống của gia đình Goro. Sau khi biết mình bị người vợ phản bội. Goro đã quyết định ly hôn, rời bỏ thủ đô Tokyo phồn hoa cùng với 2 đứa con nhỏ là cậu con trai 9 tuổi Jun và cô con gái 8 tuổi Hotaru. Họ cùng nhau về lại miền quê xa xôi Furano - quê hương của người cha Goro để xây dựng một cuộc sống mới. Những ngày đầu, họ ở trong một ngôi nhà gỗ nhỏ tạm bợ trên núi, cuộc sống thiếu thốn ở miền quê khiến cho 2 đứa trẻ vốn đã quen với lối sống thành thị cảm thấy khó có thể hòa nhập. Có lúc, chúng đã tìm cách trở về Tokyo với mẹ. Với cậu con trai Jun, dường như cậu không thể làm quen với một nơi mà ngay cả nước máy và điện cũng không có. Hotaru thì khác, cô bé luôn nghe theo lời bố. Thế nhưng, cùng với thời gian và sự chăm sóc của người cha. Cả Jun và Hotaru đều đã thực sự hòa nhập, bắt nhịp được với cuộc sống chậm rãi và thanh bình nơi miền quê quanh năm tuyết phủ. Nơi đây đã chứng kiến sự trưởng thành của hai đứa bé từ khi còn học tiểu học, trung học rồi đi làm, kết hôn,...

## Tại Việt Nam
Ngày 28 tháng 4 năm 2009, kênh VTV1 của Đài Truyền hình Việt Nam (VTV) đã phát sóng tập đầu tiên của bộ phim Mùa tuyết tan. Trước đó, vào chiều ngày 17 tháng 4 năm 2009, một buổi họp báo giới thiệu phim đã được tổ chức tại khách sạn New World (Hà Nội). Tham dự buổi ra mắt này có cả Nghệ sĩ Nhân dân - đạo diễn Nguyễn Khải Hưng, ông cũng là người tham gia lồng tiếng cho phim. Bộ phim được hy vọng sẽ tạo được sức hút lớn đối khán giả Việt Nam giống như Oshin - một tác phẩm điện ảnh kinh điển khác cũng của Nhật Bản.

## Nhân vật
| Diễn viên                     | Vai diễn           | Vai trò                     |
| Tanaka Kunie (田中邦衛)       | Kuroita Goro       | Người cha                   |
| Yoshioka Hidetaka (吉岡秀隆)  | Kuroita Jun        | Con trai Kuroita Goro       |
| Tomoko Nakajima (中嶋朋子)    | Kuroita Hotaru     | Con gái Kuroita Goro        |
| Ishida Ayumi (いしだあゆみ)   | Kuroita Reiko      | Vợ cũ của Kuroita Goro      |
| Iwaki Koichi (岩城滉一)       | Sota Kitamura      | Hàng xóm của gia đình Goro  |
| Takeshita Keiko (竹下景子)    | Yukiko             | Em của Kuroita Reiko        |
| Megumi Yokoyama (横山めぐみ)  | Rei Ohsato         | Bạn gái của Kuroita Jun     |
| Matsuda Miyuki (松田美由紀)   | Tsurara            | Vợ của Kuroita Jun          |
| Wakui Yuuzi                   | Ogata Naoto        | Bạn trai của Kuroita Hotaru |
| Chii Takeo (地井武男)         | Nakahata           | Bạn của Kuroita Goro        |
| Harada Mieko (原田美枝子)     | Kitani Ryoko       | Cô giáo của Kuroita Jun     |
| Yoshihito Nakazawa (中澤佳仁) | Shokichi Kasamatsu | Bạn thân của Kuroita Jun    |
| Jun Miho (美保純)             | Aiko Kitamura      | Vợ của Sota Kitamura        |
| Michiko Hayashi               | Midori Kasamatsu   | Mẹ của Shokichi Kasamatsu   |
| Hideji Otaki (大滝秀治)       | Seikichi Kitamura  | Cha của Sota Kitamura       |

## Giải thưởng
Suốt 21 năm thực hiện, Mùa tuyết tan đã nhận được khá nhiều giải thưởng uy tín tại Nhật Bản, đồng thời nó còn được đưa vào tập sách giáo khoa Tiếng Nhật cấp hai trên toàn quốc.
Các tập phim từ năm 1981 - 1982
- Giải thưởng Truyền hình hàng năm lần thứ 14 năm 1981
- Giải thưởng Galaxy lần thứ 19
- Giải thưởng của "Hiệp hội các nhà sản xuất phim Nhật Bản"
- Giải thưởng Văn chương Yamamoto.

Tập phim năm 1983
- Giải thưởng "Mũi Tên Vàng" dành cho Diễn viên xuất sắc nhất (Tanaka Kunie).
- Giải thưởng cho tập phim năm 1987: Giải thưởng Văn chương Trẻ em Shogakukan

Tập phim năm 1995
- Giải thưởng Galaxy lần thứ 33 dành cho Nữ diễn viên xuất sắc nhất (Tomoko Nakajima).

Tập phim 1998
- Giải thưởng Broadcasting Foundation (Đạo diễn: Shigemichi Sugita)

## Danh sách các tập phim
| Năm                                       | Tập phim                        | Tỉ suất xem đài |
| ----------------------------------------- | ------------------------------- | --------------- |
| 9 tháng 10 năm 1981 - 26 tháng 3 năm 1982 | Kita no Kunikara                | 14.8            |
| 24 tháng 3 năm 1983                       | Kita no Kunikara '83 Winter     | 26.4            |
| 27 tháng 9 năm 1984                       | Kita no Kunikara '84 Xia        | 24.3            |
| 27 tháng 3 năm 1987                       | Kita no Kunikara '87 First Love | 20.5            |
| 31 tháng 3 năm 1989                       | Kita no Kunikara '89 Back Home  | 33.3            |
| 22 - 23 tháng 5 năm 1992                  | Kita no Kunikara '92 Sudachi    | 32.2 - 31.7     |
| 9 tháng 6 năm 1995                        | Kita no Kunikara '95 Himitsu    | 30.8            |
| 10 - 11 tháng 5 năm 1998                  | Kita no Kunikara '98 Jidai      | 25.9 - 24.8     |
| 6 - 7 tháng 9 năm 2002                    | Kita no Kunikara 2002 Yuigon    | 38.4 - 33.6     |